# Акающие якутские диалекты
А́кающие яку́тские диале́кты — одна из двух групп якутских диалектов (говоров) наряду с окающей группой. Акающие говоры распространены в восточной части ареала якутского языка по правую сторону от реки Лены. В классификации М. С. Воронкина акающая (восточная) группа говоров включает две подгруппы: центральную и северо-восточную.

## Особенности диалектов
Говоры якутского языка в основном характеризуются фонетическими и лексическими различиями. В области фонетики в восточной группе говоров распространено такое явление как аканье в отличие от оканья в западных говорах. Аканье по отношению к оканью представляет собой более древнюю языковую черту. Примеры, в которых отражено аканье: хатын (якут. литер. хотун, рус. госпожа), саргы (якут. литер. соргу, рус. счастье), хамыс (якут. литер. хомус, рус. камыш, тростник), ааҕый (якут. литер. ооҕуй, рус. паук) и т. п. Следует отметить, что якутские аканье и оканье не имеют ничего общего с явлениями под такими же названиями в русском языке, варьирование такого рода в якутских говорах отмечается в ограниченном числе основ тюркского и монгольского происхождения.
Для северо-восточных говоров в отличие от центральных характерны лексические архаизмы, меньшее развитие ассимиляции согласных, а также заимствования из языков северных народов.
Акающие противопоставлены как окающим говорам, так и якутскому литературному языку, сформированному на базе окающих говоров центральных районов Якутии.